# HD 156295
HD 156295，又名BD+63 1336，SAO 17391、HR 6421，是一颗恒星，视星等为5.56，位于銀經92.5，銀緯35.14，其B1900.0坐标为赤經17h 11m 40.7s，赤緯+62° 35.14′ 18″。